# 黑隅里遗址
黑隅里遗址是位于朝鲜民主主义人民共和国黃海北道祥原郡的一个旧石器时代遗址，距今60万至40万年，是朝鲜半岛目前发现的最早旧石器时代遗址。:1-2:10
1966年，黑隅里遗址被发现于祥原邑3公里以外一个石灰岩山岗的山洞中。洞穴位于山岗的南坡，纵伸约有30米，有2.5米厚的遗物层。遗址中发现早期人类狩猎的动物化石有20多种，并发现有各种通过砸制或打制的方法制作的原始石器。:1-2:10:3

## 动物化石
黑隅里遗址发现有29种动物化石，包括大象、大型双角犀牛、大角鹿、野猪、狼、祥原马、水牛、湿地野鼠等。其中18种是目前已经灭绝的动物，比如生活在第三紀末的祥原马、湿地野鼠，以及第四紀更新世中期的大型双角犀牛等。这些生活在热带、林木茂盛和河畔、沼泽地的动物化石表明，当时的朝鲜半岛西部气候温暖，植被茂盛，动植物种类繁多。:1-2:3

## 石器
黑隅里遗址发现的石器按照形状的不同，可分为“手斧状石器”、“梯形石器”、“尖形石器”、“半月形石器”等。这些石器制作较为粗糙，通过砸制或打制的简单方式制作而成。可见当时生活在这里的早期人类是刚刚摆脱猿猴状态的猿人。:1-3:10

## 参阅
- 史前朝鲜
- 朝鲜半岛新石器时代
- 朝鲜半岛青铜器时代